# Zementos da Armênia
Zementos (em armênio: Զեմենտոս) foi um bispo armênio do gavar de Artaz entre 72 e 76, em sucessão de Zacarias. É relatado que morreu de causas naturais.

## Nome
O nome Zementos (Զեմենտոս) tem origem incerta, mas assume-se que não seja armênio.